# 崇
崇（すう）は、殷代の諸侯国。

## 歴史
伝承によると禹の父の鯀が崇伯に封じられ、嵩山一帯に城池を建造した。鯀が殺された後、崇伯は不在となった。殷代の崇は扈（現在の陝西省西安市鄠邑区）一帯に位置し、老牛坡遺跡に当時の遺構を見ることができる。甲骨文には崇の君主として「琮侯」の名があり、その族人はかつて犬官であったことから「犬琮」と称された。地理の面で見ると、商の西方に位置する重要な諸侯国であった。帝辛の治世、崇侯虎が周の姫昌に叛意ありと帝辛に密告して羑里に幽囚の身とした。紀元前1064年頃、釈放された後に兵を挙げた西伯姫昌によって崇は滅ぼされ、崇の故地には周の都城として豊鎬が建造された。
なお、春秋時代の秦において扈に位置した地域も崇と呼ばれたが、殷代の崇と同一であったか検証するのは困難である。